# Бейниш, Азриль Моисеевич
Азриль Моисеевич Бейниш (6 апреля [19 апреля] 1911, Никольская Слободка, Остёрский уезд, Черниговская губерния — не ранее 1985, там же) — советский хозяйственный, государственный и политический деятель, инженер, четырежды кавалер ордена Отечественной войны, лауреат Государственной премии СССР (1971).

## Биография
Родился 6 апреля (по старому стилю) 1911 года в Никольской Слободке Остёрского уезда, в семье белоцерковского мещанина Моисея Азрилевича Бейниша и Шейны-Симы Бейниш. 
Участник Великой Отечественной войны, командир батареи 1071-го армейского истребительно-противотанкового артиллерийского Брестского полка РГК, гвардии капитан. Член КПСС с 1942 года. С 1946 года — на хозяйственной, общественной и политической работе. В 1946—1980 годах — инженер, технолог, главный технолог отдела Института электросварки имени Е. О. Патона Академии наук Украинской ССР. 
За коренное улучшение условий труда и повышение производительности при сварке покрытыми электродами и их производстве был в составе коллектива удостоен Государственной премии СССР в области техники 1971 года.
Умер в Киеве после 1985 года.